# 4105 Ціа
4105 Ціа (4105 Tsia) — астероїд головного поясу, відкритий 5 березня 1989 року.
Тіссеранів параметр щодо Юпітера — 3,331.